# Złotniki (Subkarpaten)
Złotniki is een plaats in het Poolse district  Mielecki, woiwodschap Subkarpaten. De plaats maakt deel uit van de gemeente Mielec en telt 873 inwoners.